# B-52 (koktél)

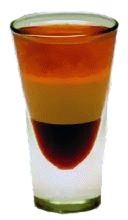
B-52

A B-52 egy látványos koktél, ami nevét az amerikai bombázóról kapta. Különlegessége abból adódik, hogy – helyesen elkészítve – az összetevői három különböző réteget alkotnak eltérő sűrűségük miatt. Egyes változatait fogyasztás előtt meggyújtják, és a lángoló italt szívószállal szippantják ki a pohárból. Többféle recept van forgalomban, amelyekben közös a Kahlúa kávélikőr és a Baileys tejszínlikőr, a harmadik összetevő pedig változó.

## Három változat receptje
1. - 2 cl Kahlúa
  - 2 cl Baileys Irish Cream
  - 2 cl Grand Marnier
2. - 3 cl Kahlúa
  - 3 cl Baileys Irish Cream
  - 3 cl brandy vagy rum
3. - 2 cl Kahlúa
  - 2 cl Baileys Irish Cream
  - 2 cl Cointreau (francia citruslikőr)

A B-52-t jellemzően shotos pohárban (kis csőpohár) szolgálják fel. Előbb a Kahlúát öntik bele, majd a Baileyst, végül a tetejére a harmadik összetevőt. Az italokat óvatosan rétegzik egymásra, hogy ne keveredjenek. A felszolgált italt változattól függően meggyújtják – a meggyújtandó réteget legtöbbször melegíteni kell, vagy ráhelyezni egy kevés koktélrumot (65–85% v/v), ugyanis a 40%-os alkoholok nem gyulladnak meg szobahőmérsékleten.
Egy különlegesség az abszintos B-52. Itt legalulra kerül a Baileys likőr, rá brandy, majd erre a zöld abszint. Ugyanúgy meg kell gyújtani, majd egy félbevágott szívószállal gyorsan felszippantani, mielőtt az megolvadna.